# Cedrus
Os cedros (em latim, Cedrus) são um género de plantas  da família Pinaceae, divisão Pinophyta, tradicionalmente incluída no grupo das gimnospérmicas.

## Espécies e subspécies
São reconhecidas 3 espécies:
- Cedrus atlantica (Endl.) Manetti ex Carrière
- Cedrus deodara (Roxb. ex D.Don) G.Don
- Cedrus libani A.Rich.
  - C. libani  var. Libani
  - C. libani  var. Stenocoma
  - C. libani  var. Brevifolia
  - C. libani  var. Atlântica